# Kampfgeschwader 102
102-га бомбардувальна ескадра (нім. Kampfgeschwader 102 (KG 102) — бомбардувальна ескадра Люфтваффе за часів Другої світової війни. Частина брала участь у військовій кампанії та битвах на Середземноморському театрі війни. Основним завданням ескадри було навчання пілотів бомбардувальної авіації безпосередній підтримці наземних військ на полі бою, боротьбі з кораблями та суднами противника тощо. На озброєнні ескадри KG 102 перебував середній бомбардувальник Heinkel He 111, а також Ju 88

## Історія з'єднання
102-га бомбардувальна ескадра (KG 102) була сформована 1 березня 1943 року на основі штабу KG 2 «Гольцгаммер» на аеродромі поблизу італійського міста Гроссето. Оберст Горст Бейлінг був її першим і єдиним командиром.
Базуючись на аеродромі Гроссето 102-га бомбардувальна ескадрилья продовжувала виконувати завдання свого попередника в акваторії Середземного моря та навчала пілотів винищувачів використанню повітряних торпед. До жодних оперативних дій не залучалася. Коли стала очевидною небезпека висадки союзників в Італії, 14 червня 1943 року вся ескадра була передислокована до Риги-Спілве у Латвії. Тут тривали навчання на Балтійському морі. Німецький вантажний теплохід «Бухарест» влітку 1943 року служив майстернею і кораблем-мішенню. У серпні 1944 року ескадрилья була розформована.

## Командування

### Командири KG 102
- Оберст Горст Бейлінг (1 березня 1943 — 10 вересня 1944)

### Командири I./KG 102
- Майор Карл-Фердинанд Гільшер (нім. Karl-Ferdinand Hielscher) (1 березня 1943 — серпень 1944)

### Командири II./KG 102
- Оберст Вільгельм Емондс (нім. Wilhelm Emonds) (1 березня 1943 — 1 травня 1944)

## Основні райони базування 102-ї бомбардувальної ескадри

### Основні райони базуванняштабуKG 102
| 1 березня 1943 — 14 червня 1944 | Гроссето    | He 111/Ju 88 |
| 14 червня — серпень 1944        | Рига-Спілве | He 111/Ju 88 |

### Основні райони базування I./KG 102
| 1 березня 1943 — 14 червня 1944 | Гроссето    | He 111/Ju 88 |
| 14 червня — серпень 1944        | Рига-Спілве | He 111/Ju 88 |

### Основні райони базування II./KG 102
| 1 березня 1943 — 14 червня 1944 | Гроссето    | He 111/Ju 88 |
| 14 червня — серпень 1944        | Рига-Спілве | He 111/Ju 88 |